# Gerhard Stanke
Gerhard Stanke (* 4. November 1945 in Třebom, Tschechoslowakei) ist ein deutscher Geistlicher und war Generalvikar des Bistums Fulda.

## Leben
Stanke wurde im Hultschiner Ländchen geboren. Der Ort war am Ende des Zweiten Weltkrieges an die wiedererrichtete Tschechoslowakei zurückgefallen, und 103 der verbliebenen Einwohner wurden nach Deutschland vertrieben. Die Familie ließ sich 1946 in Thalau nieder, und Stanke besuchte später das Fuldaer Domgymnasium. Nach dem Abitur 1965 begann er ein Studium der Theologie und Philosophie in Königstein, München und Fulda und empfing am 4. April 1971 von Bischof Adolf Bolte im Fuldaer Dom die Priesterweihe.
Er wirkte zunächst als Kaplan in Wächtersbach, Amöneburg und Bad Orb und begann dann ein Studium der Moraltheologie in Würzburg, das er 1980 mit der Promotion abschloss. Im gleichen Jahr wurde er von Bischof Eduard Schick zum Regens des Priesterseminars Fulda ernannt und blieb 22 Jahre in dieser Position. Von 1988 bis 1991 wirkte er zudem als Diözesan-Frauenseelsorger und ist seit dem 1. Februar 1999 Geistlicher Beirat des Sozialdienst katholischer Frauen (SkF) im Bistum Fulda.
Von 1991 bis 2004 war Stanke ordentlicher Professor für Moraltheologie an der Theologischen Fakultät Fulda und wurde 1994 zum Domkapitular am Fuldaer Dom benannt.
Von Herbst 2002 bis Herbst 2003 war Stanke Vorsitzender des Arbeitsstabes für die Prüfung von Vorwürfen sexuellen Mißbrauchs Minderjähriger durch Geistliche und ist weiterhin Mitglied. Als Nachfolger von Weihbischof Johannes Kapp (1929–2018) war er von 2003 bis 2008 Bischofsvikar des Bischofs von Fulda und des Personalreferenten für Priester und Laien im pastoralen Dienst.
Martin Roos, der Bischof von Timișoara (Rumänien), ernannte Stanke im März 2004 in Anerkennung seiner Verdienste um die Aus- und Fortbildung von Priestern seiner Diözese zum Ehrendomkapitular am Dom zu Timișoara.
Seit dem 15. Oktober 2008 war Stanke Generalvikar des Bistums Fulda und somit Stellvertreter von Bischof Heinz Josef Algermissen und Leiter des Ordinariats. Mit der Annahme des Rücktrittes von Bischof Algermissen am 5. Juni 2018 durch Papst Franziskus erlosch auch das Amt des Generalvikars. Am 9. Juni desselben Jahres wurde er für die Zeit der Sedisvakanz zum  ständigen Vertreter des Diözesanadministrators, Weihbischof Karlheinz Diez, ernannt. Bischof Michael Gerber ernannte ihn am 31. März 2019 erneut zum Generalvikar. Zum 1. Januar 2020 übernahm Christof Steinert dieses Amt.